# Lolifox
lolifox（ロリフォックス）は、Firefoxをカスタマイズした、英語圏のアニメコミュニティのためのウェブブラウザ。
配布元の公式サイトが現時点で閉鎖という形をとっているが、サイトのメンテナンスは続けられている。
また、セキュリティーの観点から派生したEse-lolifoxが存在する。

## 特徴
Firefoxとの高い互換性
Mozilla Firefoxで使えるすべてのプラグインやアドオンはそのままlolifoxでも使える。※バージョン等は異なる。
Firefoxとの独立性
Firefoxとは異なる設定ファイル、ディレクトリを使用するため、 Firefoxとの干渉無しに同時に使える。
Firefoxとの主な相違点
タブのプレビュー表示機能。
オレンジを基調としたデザイン。
ロリ娘（擬人化したキツネ）のマスコットキャラクター。
いくつかの特徴的なブックマークをデフォルトで含んでいる。